# José Elías Navarro
Francisco José Elías Navarro (Badalona, 1976) és un empresari català.
Nascut al barri de Sant Crist de Can Cabanyes de Badalona, en una família de classe obrera, fill de José Elías Sans, un electricista vidu, i Mariana Navarro Ruiz, que estava separada del seu marit. Quan era petit, els seus pares van discutir i el seu pare se'l va endur a Cardedeu. La mare el va trobar després de dos anys, i va decidir donar-li el cognom del seu exmarit, raó per la qual durant molts anys Elías va ostentar Barrios com a primer cognom. Ja en la seva maduresa, va lluitar per recuperar el seu cognom original, i ho aconseguí als 39 anys, gràcies a que el seu pare el va reconèixer al testament.
Va educar-se amb els maristes. Format com a enginyer tècnic industrial, les primeres empreses que va crear no van reeixir i es va arruïnar dues vegades, però després de recuperar-se va esdevenir una de les majors fortunes de l'estat espanyol. L'any 2000 va fundar la companyia energètica Audax Renovables, de la qual és soci majoritari, amb un 90% de les accions. A banda, n'és el president i durant la seva gestió l'empresa ha crescut fins a quintuplicar el seu valor a borsa i a situar-se en els 1.000 milions d'euros. El 2016 va rebre el premi de l'Associació de Joves Empresaris de Catalunya. Elías també té inversions en els sectors de les telecomunicacions, energies renovables, infraestructures, medicina i alimentació.
El març de 2021 es va fer conegut com un dels avaladors financers de Joan Laporta per a la seva candidatura a la presidència del FC Barcelona el 2021, tot i que de fet afirma que en realitat donava suport a Eduard Romeu, llavors vicepresident d'Audax i el seu home de confiança. Tant Elías com Romeu van afirmar que donaven suport a Laporta a títol personal i que no pretenien controlar el club, tot i que si va mostrar malestar per no haver rebut més reconeixement per la seva aportació per part de Laporta.
El juliol del mateix any va convertir-se en l'únic accionista de la cadena de congelats La Sirena, a través de la seva societat Excelsior Times, per tal d'iniciar una línia de negoci centrada en l'alimentació saludable. L'impuls de capital a La Sirena tenia com a objectiu adreçar-se a una estratègia de creixement i expansió del mercat espanyol. Tot i això, resultà molt polèmic perquè va implicar la supressió de la llengua catalana en l'etiquetatge de tots els productes de la marca, fet que, sumat a una comparació que Elías també feu sobre el castellà com a llengua «no polaritzada» li suposà un boicot per part de molts consumidors catalans.
El maig de 2025, un jutjat de Mataró va obrir una causa per delicte urbanístic contra l'empresari per haver construït sense permís una mansió en un entorn natural protegit de la zona de Mas Ram al terme municipal de Tiana. Tant l'arquitecte com la secretària municipals van qualificar les obres de “molt greus” i “manifestament il·legalitzables”, i van recomanar sancionar-les. El consistori va proposar, el novembre del 2021, una multa d'1,5 milions d'euros, tot traslladant el cas a la justícia.